# Julia Boehme
Julia Boehme (Bremen, 1966) is een Duitse kinderboekenschrijfster.

## Leven
Boehme studeerde na de middelbare school Literatuurwetenschap en Musicologie in Berlijn en werkte tevens als redactrice. In deze tijd schreef ze al talloze artikelen voor kranten en radiostations.
Na haar studie werkte ze als redacteur voor de kindertelevisie, waar ze het programma Käpt’n Blaubär ontwikkelde en produceerde.
Sinds 2000 werkt Boehme als freelance auteur en heeft ze haar baan als redacteur opgegeven. Ze woont nu met haar gezin in Berlijn.

## Werken
Na haar werken uit haar begintijd ontwikkelde zij zich tot een serieuze schrijfster. Haar Conni-boeken zijn psychologisch doordachte werken, die conflicten en hun oplossingen uit de belevingswereld van kinderen weerspiegelt.
- 3-Minuten-Bärengeschichten
- Mit Leo durch den Tag
- Alarm auf dem Ponyhof
- Die Höhle des Geisterfürsten
- E-Mails und Geheimnisse
- Schlaf gut, liebes Eichhörnchen!
- Willi will helfen
- Club der Rätseldetektive: Der gestohlene Pokal
- Weihnachten ist wunderbar
- Mit Lotta auf dem Ponyhof
- Verschwunden im Geistermoor
- Meine allerersten Gutenacht-Geschichten
- Mein lieber Schutzengel zeigt jeden Tag, dass er mich mag
- Mein lieber Schutzengel gibt jede Nacht gut auf mich Acht
- Kennwort Rätselkrimi: Außerirdische im Internat
- Kennwort Rätselkrimi: Dein Auftrag im Burginternat
- Ein Schnuller für Bärchen
- Ein Töpfchen für Bärchen
- Ein Geschwisterchen für Bärchen
- Gute Nacht, Bärchen!
- Tafiti und die Reise ans Ende der Welt, (deel 1), ISBN 978-3-7855-7486-7.

### Bilderdrache (uitgeverij)
- Zaubern mit der Zahlenfee
- Pass auf, kleiner Seehund
- Ein Abenteuer für drei kleine Freunde
- Conni geht auf Klassenfahrt
- Ein ganz wunderbares Pony
- Die lustige Hexe lernt die Uhr

### Lesefrosch (uitgeverij)
- Vier Detektive suchen den Dackeldieb
- Robby und die Detektive
- Drei kleine Freunde reißen aus

### Lesetiger (uitgeverij)
- Kleine Lesetiger-Piratengeschichten
- Kleine Lesetiger-Weihnachtsgeschichten

### Lesespatz (uitgeverij)
- Ponydiebe im Indianerdorf

### Lesepiraten (uitgeverij)
- Geheimnisgeschichten
- Freundschaftsgeschichten
- Gespenstergeschichten
- Hundegeschichten
- Tiergeschichten
- Schatzinselgeschichten
- Seeräubergeschichten

### Lesefant (auteur)
- Ein Pony für zwei
- Kleiner Seehund Kalle
- Paula Piratenschreck

### Leselöwen (auteur)
- Baumhausgeschichten
- Wildwestgeschichten

### Lesekönig (auteur)
- E-Mails und Geheimnisse

### Leo & Lolli
In de serie van Leo & Lolli gaat het over een ezel (Leo) en over een pony (Lolli).
- Deel 1: Ein Pony braucht Freunde!, ISBN 978-3-7855-7339-6
- Deel 2: Ein Esel zum Verlieben, ISBN 978-3-7855-7496-6

### Lou + Lakritz
- Ein Pony mit Dickkopf
- Zwei zottelige Freunde, ISBN 978-3-7855-4194-4
- Das klügste Pony der Welt, ISBN 978-3-7855-4398-6
- Ein Retter auf vier Hufen, ISBN 978-3-7855-4629-1
- Ein Pony zum Verlieben, ISBN 978-3-7855-4807-3
- Zwei Ponys auf Verbrecherjagd, ISBN 978-3-7855-5181-3
- Mein Ponytagebuch
- Gemeinsam durch dick und dünn

### Conni
Conni is het hoofdpersonage uit de kinderboeken van Meine Freundin Conni van Carlsen Verlag. De boekenserie is geschreven door Liane Schneider en Julia Boehme en heeft de volgende delen:
- Conni auf dem Reiterhof, ISBN 978-3-551-55281-5
- Conni und der Liebesbrief, ISBN 978-3-551-55282-2
- Conni geht auf Klassenfahrt, ISBN 978-3-551-55283-9
- Conni feiert Geburtstag, ISBN 978-3-551-55284-6
- Conni reist ans Mittelmeer, ISBN 978-3-551-55285-3
- Conni rettet Oma, ISBN 978-3-551-55287-7
- Conni und der verschwundene Hund, ISBN 978-3-551-55286-0
- Conni und das Geheimnis der Kois, ISBN 978-3-551-55-2884
- Conni und die Jungs von nebenan, ISBN 978-3-551-55289-1
- Conni und das ganz spezielle Weihnachtsfest, ISBN 978-3-551-55290-7
- Conni in der großen Stadt, ISBN 978-3-551-55482-6
- Conni und die verflixte 13, ISBN 978-3-551-55483-3
- Conni und das Hochzeitsfest, ISBN 978-3-551-55481-9
- Conni und der Dinoknochen, ISBN 978-3-551-55484-0
- Conni und das tanzende Pony, ISBN 978-3-551-55485-7
- Conni und der große Schnee, ISBN 978-3-646-90149-8
- Conni rettet die Tiere, ISBN 978-3-551-55487-1
- Conni und die Detektive, ISBN 978-3-551-55488-8
- Conni und der Ferienzirkus, ISBN 978-3-551-55489-5
- Conni & Co, ISBN 978-3-551-55401-7